# Fernando Galván
Juan Fernando Galván Reula (Las Palmas de Gran Canaria, 24 de julio de 1957) es un filólogo español y exrector de la Universidad de Alcalá (2010-2018).

## Biografía
Se licenció (1979) y doctoró (1981) en filología inglesa por la Universidad de La Laguna, materia de la que fue catedrático en la misma universidad en 1990 y desde 1994 en la Universidad de Alcalá. Ha sido rector de la Universidad de Alcalá desde 2010 hasta 2018.
Especializado en literatura medieval inglesa, ha publicado extensamente también sobre narrativa inglesa moderna y contemporánea, traduciendo y editando numerosas obras de autores clásicos en lengua inglesa, además de participar en numerosos trabajos sobre la literatura en ese idioma. Es miembro de los consejos de redacción de una veintena de revistas científicas nacionales e internacionales dedicadas al estudio del inglés. Ha dirigido 24 tesis doctorales en estudios ingleses entre 1988 y 2012. 
En el ámbito internacional fue Visiting Scholar en el Departamento de Literatura Comparada de la Universidad de Harvard en 1993 y 1994. En 1994 fue nombrado miembro de la International Association of University Professors of English (IAUPE). En 2003 Corresponding Fellow de "The English Association", en el Reino Unido. Fue Associate Member de la Facultad de Inglés durante el curso 2009-2010, y fue distinguido en octubre de 2009 como Visiting Fellow del Corpus Christi College de la Universidad de Oxford.
Ha desempeñado puestos relevantes de gestión académica en el ámbito nacional e internacional. Ha formado parte de las juntas directivas de la European Association for American Studies (EAAS, 1993-1999) y de la Sociedad Española de Literatura General y Comparada (SELGYC, 1995-2006). Y ha presidido la Asociación Española de Estudios Anglo-Norteamericanos (AEDEAN, 1996-2002) y la  European Society for the Study of English (ESSE, 2007-2013). Es Secretario General Electo de la International Association of University Presidents (IAUP) para el periodo 2020-2023

## Obra
Dedicada principalmente a la traducción literaria clásica del inglés al español (obras de Philip Sidney, John Milton, Daniel Defoe, Samuel Richardson, Henry Fielding, William Wordsworth, Charles Dickens, Oscar Wilde, James Joyce, Joseph Conrad, George Orwell y Graham Greene), y a estudios comparados literarios y culturales de los países de habla inglesa y española. Es autor de libros sobre literatura inglesa medieval y sobre novelistas ingleses de los siglos XIX y XX. Ha editado ensayos críticos sobre temas como la obra de Mary Wollstonecraft, la metaficción inglesa, el realismo mágico, o la cultura y el poder. Ha publicado más de un centenar de artículos y capítulos de libros sobre poetas y escritores contemporáneos de habla inglesa.

## Reconocimientos
Es doctor honoris causa en diversas universidades:
- Glasgow (2012)[6]
- Nacional Autónoma de Nicaragua, en León (2012)
- Nacional de Villarrica del Espíritu Santo, Paraguay (2014)
- San Sebastián, Chile (2016)[7]
- Nacional de Estudios Políticos y Administración Pública de Rumanía, en Bucarest (2017).[8]

Además, ha recibido las siguientes distinciones:
- Orden Académica Simón Bolívar de la Universidad Simón Bolívar, de Colombia (2010)
- Diploma de Honor de la Universidad Federal del Sur de Rostov, de Rusia (2011)
- Miembro Honorario de la Universidad de La Serena, en Chile (2012).
- Orden de Bernardo O’Higgins, en el grado de Comendador, por el Presidente de la República de Chile (2013)
- Académico Honorario de la Academia Nacional de Historia y Geografía de la UNAM, de México (2016).´
- Medalla de Oficial de la Orden del Imperio Británico (2018).[9][10]